# Júpiter LXX
Júpiter LXX (designació provisional S/2017 J 9) és un satèl·lit natural de Júpiter. Fou descobert per Scott S. Sheppard i el seu equip el 2017, i el seu descobriment fou anunciat el 17 de juliol de 2018 mitjançant la Minor Planet Electronic Circular del Minor Planet Center. Té aproximadament 3 quilòmetres de diàmetre i orbita el planeta a un semieix major d'uns 21.487.000 quilòmetres amb una inclinació d'uns 152,7. Pertany al grup d'Ananké.